# Lawrence Oates
O Capitão Lawrence Edward Grace ("Titus") Oates (Londres, 17 de Março de 1880 – Plataforma de gelo Ross, 16 de Março de 1912) foi um explorador inglês da Antártida. Fez parte da Expedição Terra Nova, liderada por Robert Falcon Scott, onde morrería, juntamente com ele e mais três companheiros - Henry Robertson Bowers, Edgar Evans e Edward Adrian Wilson.
Ficou conhecido pela forma como morreu, quando saíu da tenda para uma tempestade de neve, dizendo: "Vou só lá fora mas posso demorar algum tempo".
A sua morte é vista como um acto de auto-sacríficio quando, consciente do seu estado de saúde precário, e achando que estava a comprometer as hipóteses de sobrevivência dos seus companheiros, preferiu morrer.

Nós sabiamos que ele estava a ir para a sua morte... era a atitude de um grande homem e de um gentleman inglês.

Robert Falcon Scott